# A Moment Like the Longest Day
A Moment Like the Longest Day (Тренутак као најдужи дан) је албум групе Ортодокс Келтс, који је изашао 2002. године. Све песме на њему су дело Ортодокс Келтса, мада су писане у духу ирске фолк музике.
Списак песама:
1. (инструментал)
2. (инструментал)